# Yousner Alvarado
Yousner Alvarado (c. 2001) es un reportero gráfico venezolano. Ha trabajado como camarógrafo para el portal Noticias Digital. Yousner fue detenido durante una manifestación en el estado Barinas el 29 de julio de 2024, al día siguiente de las elecciones presidenciales de Venezuela del mismo año, y acusado de terrorismo el 31 de julio.

## Detención
Yousner fue detenido el 29 de julio de 2024 durante una manifestación en el estado Barinas y presentado ante un tribunal especial con competencia en terrorismo en una audiencia telemática el 31 de julio, siendo imputado por delitos de terrorismo.Los periodistas Paul León, Deisy Peña y José Gregorio Carnero también fueron imputados por delitos de terrorismo.Ha sido recluido en la sede del Comando Anti Extorsión y Secuestro (CONAS), de la Guardia Nacional Bolivariana, en Barinas.
El Comité para la Protección de los Periodistas (CPJ) le pidió a las autoridades venezolanos retirar los cargos de terrorismo contra los periodistas detenidos después de las elecciones presidenciales en el país.